# Toshihiro Hattori
Toshihiro Hattori (jap. 服部年宏 Hattori Toshihiro; ur. 7 października 1973 w Shizuoce) – japoński piłkarz grający na pozycji środkowego pomocnika.

## Kariera klubowa
Hattori ukończył szkołę Tokai No.1 High School, w której występował w drużynie piłkarskiej. Pierwszym klubem w karierze Toshihiro był zespół Júbilo Iwata z rodzinnej Shizuoki. W 1994 roku trafił do kadry pierwszej drużyny, a 14 maja zadebiutował w J-League w spotkaniu z Yokohamą Flugels. Od czasu debiutu był podstawowym zawodnikiem Júbilo. W 1997 roku osiągnął swój pierwszy większy sukces, którym było wywalczenie mistrzostwa Japonii. W 1998 roku został mistrzem pierwszej fazy i wicemistrzem drugiej, a w ostateczności Júbilo zajęło 2. miejsce w rozgrywkach ligowych. Kolejne sukcesy Hattori wraz z partnerami osiągnął w 1999 roku. Wygrał Azjatycką Ligę Mistrzów – wystąpił w wygranym 2:1 finale z irańskim Esteghlalem Teheran. Został także po raz drugi w karierze mistrzem Japonii oraz zdobył Superpuchar Azji. W 2000 i 2001 roku znów grał w finale Ligi Mistrzów, jednak klub przegrał dwukrotnie, najpierw 2:3 z saudyjskim Al-Hilal, a następnie 0:1 z południowokoreańskim Suwon Samsung Bluewings. W 2001 roku zespół Júbilo Iwata z Toshihiro w składzie był wicemistrzem Japonii, w 2002 – mistrzem, a w 2003 ponownie wicemistrzem. W zespole z Shizuoki Hattori grał do końca 2006 roku. Łącznie dla tego klubu rozegrał 350 meczów, w których zdobył 19 goli.
W 2007 roku Hattori odszedł do Tokyo Verdy 1969. W tym samym sezonie wywalczył z nim awans z drugiej do pierwszej ligi.
| Sezon | Klub         | Kraj    | Rozgrywki | Mecze | Bramki |
| ----- | ------------ | ------- | --------- | ----- | ------ |
| 1994  | Júbilo Iwata | Japonia | J-League  | 30    | 0      |
| 1995  | Júbilo Iwata | Japonia | J-League  | 42    | 4      |
| 1996  | Júbilo Iwata | Japonia | J-League  | 27    | 4      |
| 1997  | Júbilo Iwata | Japonia | J-League  | 26    | 2      |
| 1998  | Júbilo Iwata | Japonia | J-League  | 37    | 1      |
| 1999  | Júbilo Iwata | Japonia | J-League  | 36    | 0      |
| 2000  | Júbilo Iwata | Japonia | J-League  | 29    | 4      |
| 2001  | Júbilo Iwata | Japonia | J-League  | 37    | 5      |
| 2002  | Júbilo Iwata | Japonia | J-League  | 27    | 2      |
| 2003  | Júbilo Iwata | Japonia | J-League  | 26    | 1      |
| 2004  | Júbilo Iwata | Japonia | J-League  | 29    | 0      |
| 2005  | Júbilo Iwata | Japonia | J-League  | 28    | 0      |
| 2006  | Júbilo Iwata | Japonia | J-League  | 30    | 0      |
| 2007  | Tokyo Verdy  | Japonia | J-League  | 47    | 0      |
| 2008  | Tokyo Verdy  | Japonia | J-League  |       |        |

## Kariera reprezentacyjna
W reprezentacji Japonii Hattori zadebiutował 11 września 1996 roku w wygranym 1:0 towarzyskim spotkaniu z Uzbekistanem. W 1998 roku został powołany do kadry na Mistrzostwa Świata we Francji. Tam był rezerwowym i nie wystąpił w żadnym spotkaniu. Z kolei w 2002 roku znalazł się w kadrze Philippe’a Troussiera na Mistrzostwa Świata 2002, którego współgospodarzem była Japonia. Na tym Mundialu wystąpił jedynie w wygranym 1:0 meczu z Rosją. Karierę reprezentacyjną zakończył w 2003 roku. W 2001 roku dotarł do finału Pucharu Konfederacji, a w 2000 roku zdobył Puchar Azji. W kadrze Japonii rozegrał 44 meczów i zdobył 2 gole.